# Medici: Masters of Florence
Medici: Masters of Florence é uma série de televisão italiana-britânica sobre a dinastia de Medici ambientada na Florença do século 15, estrelada por Dustin Hoffman como Giovanni di Bicci de' Medici, Richard Madden como Cosimo de' Medici e Stuart Martin como Lorenzo de' Medici. A série foi co-criada por Frank Spotnitz (The X-Files e O Homem do Castelo Alto) e Nicholas Meyer (Star Trek II: A Ira de Khan). Sergio Mimica-Gezzan (Os Pilares da Terra) dirigiu todos os oito episódios da primeira temporada.
A segunda temporada, intitulada Medici: The Magnificent, contou com Sean Bean como Jacopo de 'Pazzi.

## Sinopse

### Primeira temporada
Na Florença do início do século XV, Cosimo de' Medici torna-se o novo patriarca da Casa dos Médici, uma poderosa dinastia de banqueiros, quando seu pai Giovanni de' Medici morre repentinamente. No entanto, Cosimo esconde de toda a família um terrível segredo: seu pai foi, na realidade, assassinado. A riqueza e o poder levaram os Médici a uma condição de alta nobreza, para o desgosto profundo de muitas outras famílias tradicionais de Florença, que também gozam de certo prestígio e influência política.
Agora, Cosimo deve descobrir o assassino de seu pai e proteger seu legado de poder, assim como a riqueza e a influência de sua família. Com a ajuda de seu irmão Lorenzo e seu capataz de confiança, Marco Bello, Cosimo inicia uma caçada pela verdade por trás da morte de seu pai. Sua primeira suspeita recai sobre Rinaldo degli Albizzi, um amigo de juventude cuja sede pelo poder transformou em desafeto.
Enquanto Cosimo ascende no comando da dinastia, sua paixão pela arquitetura leva-o a investir todas as forças na construção do Duomo de Florença, dividindo opiniões até mesmo entre o alto clero da Igreja Romana. Assim, seu fascínio pelas artes e convívio com gênios da época - como Filippo Brunelleschi - abrem caminho para o Renascimento.

### Segunda temporada
Florença, 1469. Uma tentativa de assassinato contra Pedro de Médici força o seu filho Lourenço a assumir a liderança da dinastia banqueira da família. Chegado ao poder, o jovem Lourenço tenta resolver as coisas de maneira diferente. Com o seu irmão Juliano e o jovem artista Sandro Botticelli ao seu lado, Lourenço abandona a política cínica do passado para abrir caminho para uma nova época de criatividade e revolução política. As suas ações rapidamente o colocam em conflito com outra família poderosa de banqueiros de Florença: os Pazzi, liderados por Jacopo Pazzi, que tudo fará para derrotar Lourenço. O seu conflito leva a uma das intrigas políticas mais emocionantes da História: a infame conspiração dos Pazzi.

## Elenco

### Primeira Temporada
- Richard Madden como Cosimo de' Medici:
- Annabel Scholey como Contessina de' Medici
- Stuart Martin como Lorenzo il Vecchio
- Alessandro Sperduti como Piero de' Medici
- Valentina Bellè como Lucrezia de' Medici
- Dustin Hoffman como Giovanni de' Medici
- Guido Caprino como Marco Bello
- Ken Bones como Ugo Bencini
- Lex Shrapnel como Rinaldo degli Albizzi
- Daniel Caltagirone como Andrea Pazzi
- Alessandro Preziosi como Filippo Brunelleschi
- Eugenio Franceschini como Ormanno Albizzi
- Sarah Felberbaum como Maddalena
- Miriam Leone como	Bianca
- Michael Schermi como Ricciardo
- Tatjana Inez Nardone como	Emilia
- Valentina Cervi como Alessandra Albizzi
- Brian Cox como Bernardo Guadagni: Frio e equilibrado, Guadagni é o porta-voz da Signoria de Florença.

### Segunda Temporada
- Daniel Sharman como Lorenzo de' Medici
- Bradley James como Giuliano de' Medici
- Sean Bean como Jacopo de' Pazzi
- Julian Sands como Piero de' Medici
- Sarah Parish como Lucrezia de' Medici
- Sebastian de Souza como Sandro Botticelli
- Raul Bova como Papa Sisto IV
- Alessandra Mastronardi como Lucrezia Donati
- Synnove Karlsen como Clarice Orsini
- Aurora Ruffino como Bianca de' Medici
- Matilda Lutz como Simonetta Vespucci
- Matteo Martari como Francesco de Pazzi
- Charlie Vickers como Guglielmo de Pazzi

## Produção

### Fidelidade histórica
Durante uma entrevista na Roma Fest de 2015, Spotnitz afirmou que a série seria "mais de suspense do que uma saga histórica... nós começamos a série com um 'e se' porque não sabemos como Giovanni de' Medici morreu. Uma das questões que assombra Cosimo é justamente se seu pai foi assassinado".

### Filmagens
Diversas localidades notórias foram utilizadas como locação para a série, além dos estúdios da RAI, em Roma, e os estúdios da Blue Light Productions:
- Castello Odescalchi: O pátio principal e as escadarias do Castello Odescalchi, em Bracciano, servem como locação para as ruas de Florença, um palácio em Roma e a mansão dos Bardi. O pátio central do palácio abriga uma escultura de um urso, adaptada para a entrada da cidade de Florença na série.[5]

## Episódios

### 1ª Temporada
| # | Título                      | Direção              | Roteiro                       | Exibição original     |
| --- | --------------------------- | -------------------- | ----------------------------- | --------------------- |
| 1 | "Original Sin"              | Sergio Mimica-Gezzan | Frank Spotnitz Nicholas Meyer | 18 de outubro de 2016 |
| Quando Giovanni de' Medici é envenenado, seu filho Cosimo assume o controle do banco da família e encarrega Marco Bello de investigar a morte do pai. Cosimo assume também a vaga de seu pai na Signoria, onde seu rival Rinaldo degli Albizzi prepara a cidade para a guerra com o Ducado de Milão após um ataque à Lucca. Vinte anos antes, Giovanni enviou Cosimo e Lorenzo à Roma para comprar a eleição do Cardeal Baldassare Cossa ao Papado e tornar-se o banqueiro exclusivo dos Estados Papais. Cosimo, que sonha em ser um artista, conhece Donatello e se apaixona pela bela Bianca, mas Giovanni descobre. |                             |                      |                               |                       |
| 2 | "The Dome and the Domicile" | Sergio Mimica-Gezzan | Frank Spotnitz                | 18 de outubro de 2016 |
| A guerra contra Milão procede mal e as finanças de Florença começam a ruir. Cosimo financia o projeto de Filippo Brunelleschi de construir um domo para a Catedral criando empregos e quebra um acordo de paz entre Lucca e o Ducado de Milão. Vinte anos antes, Giovanni obriga Cosimo a casar-se com Contessina de Bardi, a sagaz filha de um banqueiro falido, forçando-o a abandonar seus sonhos de tornar-se uma artista. |                             |                      |                               |                       |
| 3 | "Pestilence"                | Sergio Mimica-Gezzan | Sophie Petzal                 | 25 de outubro de 2016 |
| Florença é atingida pela Peste Negra e Cosimo muda a família para uma propriedade fora da cidade. Os Albizzi põem o Papa Eugênio IV contra Cosimo, culpando a construção do domo pela epidemia. Cosimo retorna a Florença e transforma a catedral em um hospital para vítimas da peste. Lorenzo desacredita Contessina e vende a produção de algodão da família, evidenciando seus problemas financeiros. Albizzi consegue a prisão de Cosimo após Bello invadir sua casa por provas do assassinato de Giovanni. Vinte anos antes, Cosimo e Contessina concordam em colaborar com o casamento.                         |                             |                      |                               |                       |
| 4 | "Judgement Day"             | Sergio Mimica-Gezzan | Alex von Tunzelmann           | 25 de outubro de 2016 |
| Albizzi acusa Cosimo de usura na tentativa de assumir a república. Piero e Contessina tentam salvar Cosimo da sentença de morte. Lorenzo compra o exército de Sforza e ameaça invadir Florença. Contessina invade a Signoria e convence os nobres a exilarem Cosimo para evitar um massacre. Vinte anos antes, Albizzi confidencia a Cosimo que sua família perdeu uma carga valiosa em alto-mar e Giovanni usa a informação para derrubá-los da Signoria. |                             |                      |                               |                       |
| 5 | "Temptation"                | Sergio Mimica-Gezzan | Francesca Gardner             | 1 de novembro de 2016 |
| Albizzi contrata mercenários e exila os aliados dos Medici para dominar completamente Florença. Contessina recusa uma oferta de deixar Florença com um antigo amor, a quem foi forçada a abandonar para casar-se com Cosimo. Em Veneza, Cosimo tentar persuadir o Doge para retornar a Florença e, com informações de Contessina, consegue impedir uma aliança deste com Albizzi. Cosimo recebe a bela cortesã Maddelena como presente do Doge. Albizzi tenta assumir a Signoria, mas é traído por Pazzi e preso. |                             |                      |                               |                       |
| 7 | "Purgatory"                 | Sergio Mimica-Gezzan | Nicholas Meyer Frank Spotnitz | 8 de novembro de 2016 |
| Cosimo, "à sombra de dois assassinatos" e a iminente eleição de um novo membro da Signoria para assumir a posição de Rhinaldo, também é confrontado com suspeitas sobre seu próprio irmão. Suspeitas e rumores são o que dominam em Florença. Para quem essas suspeitas se voltam? |                             |                      |                               |                       |
| 8 | "Epiphany"                  | Sergio Mimica-Gezzan | Nicholas Meyer John Fay       | 8 de novembro de 2016 |
| Pazzi conseguiu convencer o papa a remover os Medici como banqueiros da Igreja, mas Cosimo não está disposto a entregar o que tanto trabalhou para conseguir. |                             |                      |                               |                       |

### 2ª Temporada
| # | Título                        | Direção       | Roteiro                          | Exibição original      |
| --- | ----------------------------- | ------------- | -------------------------------- | ---------------------- |
| 1 | "Old Scores"                  | Jon Cassar    | Nicholas Meyer Frank Spotnitz    | 23 de outubro de 2018  |
| Após a morte do patriarca implacável Piero, uma nova geração de Medici é fundamental para a história florentina. Piero de 'Medici ainda encarna um negócio honroso, mas o banco agora é um problema muito profundo para se esconder, já que ele deve até mesmo fazer pequenas dívidas de comerciantes locais e tomar empréstimos contra uma renda papal futura, então o rival Jacopo di Pazzi e seu sobrinho rufião Francesco cheiram Medici sangue, planejando expulsá-los do conselho, provocando e montando Giuliano Medici para ser abusado, mas parece um falso acusador. O poderoso ducado do Milan não pode pagar seu imenso e crucial empréstimo ao banco, mas seu general Sforza oferece suas tropas para invadir Firenze e eliminar os guerreiros rivais Medici. Lorenzo fica sabendo e rechaça o saque, tendo chegado a uma trégua alternativa no conselho e deposto seu pai Piero como chefe de família e banco. |                               |               |                                  |                        |
| 2 | "Standing Alone"              | Jon Cassar    | Nicholas Meyer Kate Brooke       | 23 de outubro de 2018  |
| Pietro acredita ser totalmente traído pelo movimento tolo de substituí-lo. Lorenzo vai a Roma, pedindo ao papa que ele prorrogue o crédito bancário dos Médici das marés papais. É negado quando o homem Pazzi da Cúria Romana superou o padre Medici, mas a mãe de Lorenzo consegue que o poderoso cardeal Orsini prometa seu apoio crucial se Lorenzo se casar com sua bela sobrinha Clarice, que fica encantada, mas não consegue se convencer convento. Enquanto o acordo dinástico-diplomático é inventado, Lorenzo retorna a Firenze e reconcilia seu pai, prometendo-lhe ganhar o capacete de prata na justa anual. O irmão Giuliana deixa o Pazzi, da irmã Bianca, amado por Bastiano com um empate. Francesco se recusa a ganhar por sabotagem trapaceiro, apenas para ser enfeitado de forma justa. O casamento é concluído por procuração, para a fúria da amante de Lorenzo. |                               |               |                                  |                        |
| 3 | "Obstacles and Opportunities" | Jon Cassar    | Nicholas Meyer Mark Denton       | 30 de outubro de 2018  |
| Descobrindo que o papado não está disposto a ajudar o doente banco Medici, Lorenzo volta-se novamente para o cruel duque Galleano Sforza, que aceita pagar a enorme dívida de Milão por um tratado de comércio à custa da cidade rival de Bolonha. Lorenzo é paciente com sua não-sofisticada mas bem-intencionada noiva, Clarice, e organiza para que o pintor protegido Sandro Botticelli faça com que sua modelo ideal, Beatrice, faça um retrato às custas dos Medici. O novo papa Sixtus IV nomeia um arcebispo parisiense Pazzi de Pisa, com jurisdição sobre Firenze, de modo que os Medici conspiram para impedi-lo. A irmã de Lorenzo foge com o irmão do primo substituto de Jacopo, Francesco, que precisa ser "comprado" por Lorenzo, que ainda recebe seu tratado através do "priori", como Francesco deserta Jacopo. |                               |               |                                  |                        |
| 4 | "Blood with Blood"            | Jon Cassar    | Francesco Arlanch Mark Denton    | 30 de outubro de 2018  |
| A morte do papa traz desafios estratégicos à medida que Lorenzo negocia com o duque de Milão e recebe sua nova esposa, Clarice, em Florença. |                               |               |                                  |                        |
| 5 | "Ties That Bind"              | Jan Michelini | James Dormer Nicholas Meyer      | 6 de novembro de 2018  |
| O papa Sixtus IV choca os Medici forçando o duque de Milão Galeazzo Sforza por ameaça de excomunhão a anular a venda da cidade conquistada Imola, re-destinada como presente de casamento para um sobrinho papal. A pedido de sua mãe, Lorenzo oferece "acompanhamento" Giuliano o cargo de governador de Volterra, mas ele declina, dizendo que Francesco foi a primeira escolha de qualquer maneira, e admite que prefere a sociedade florentina, notavelmente seu caso com Simonetta Vespucci, co -modelo por adorar Boticelli, mas esse projeto é cancelado quando o marido cheira um rato adúltero. No batizado do bebê de Guglielmo, Jacopo envenena a confiança do padrinho Francesco nos Medici, concentrando-se na "cumplicidade" de sua esposa arranjada. Os Pazzi fazem com que as contas papais sejam retiradas do banco Medici, mas Lorenzo consegue separar os contratos de alugueis mais lucrativos. |                               |               |                                  |                        |
| 6 | "Alliance"                    | Jan Michelini | Francesco Arlanch Nicholas Meyer | 6 de novembro de 2018  |
| A alta magistratura de 'gonfaloniere' da república florentina está pronta para (re) eleição, mas os Pazzis não hesitarão em nada para sabotar qualquer candidato dos Medici, mesmo que isso exija sabotar a lucrativa aliança tripla com Veneza e Milão. O papa segue o conselho Pazzi para ameaçar Milão com a excomunhão, mas Giuliano convence o duque Galeazzo Sforza a negar falsas promessas de Pazzi, o que leva a uma resposta sangrenta. A Città di Castello, formalmente nos Estados Papais, mas tradicionalmente sob proteção florentina, encontra-se sob cerco de um parente papal implicitamente com permissão papal para saqueá-la, mas Lorenzo medeia um acordo que compromete as finanças dos bancos Medici, apesar da recusa papal de reconciliar. De volta ao lado de Jacopo, Francesco ajuda a desencorajar ou assassinar os apoiadores de Medici no conselho de Priori para apoiar a reeleição do Gonfaloniere, mas Lorenzo escolhe um jovem candidato estratégico. Francesco informa o marido de Simonetta Vespucci sobre seu caso com Giuliano, levando a uma tragédia privada para todos eles. |                               |               |                                  |                        |
| 7 | "Betrayal"                    | Jan Michelini | John Fay Nicholas Meyer          | 13 de novembro de 2018 |
| O duque Sforza foi assassinado em ordens Pazzi, Jacopo conspira para contratar o condottiere Montesecco para tomar Firenze e erradicar os Medici. Lorenzo ainda espera paz pelo papa Sixtus IV, mas quando ele envia sua irmã, ela é impedida de falar com o homem Medici na cúria, a quem Montesecco chantageia para abusar dela para colocar a armadilha. Agora parece que um sobrinho adolescente papal acaba de criar o Cardeal Riario e está liderando uma missão de paz papal, mas serve como cobertura para o plano sangrento de matar todos os Medici na catedral. No entanto, ocorre um atraso. Giuliano e Boticelli são destroçados e, em termos hostis, culpam-se mutuamente pela morte do consumo de sua inexistente e querida Simonetta na masmorra de seu marido Vespucci. |                               |               |                                  |                        |
| 8 | "Mass"                        | Jan Michelini | John Fay Nicholas Meyer          | 13 de novembro de 2018 |
| Os Pazzi se preparam para lançar seu ataque final contra a família Medici. |                               |               |                                  |                        |